# Ritomeče
Ritomeče este o localitate din comuna Hrpelje-Kozina, Slovenia, cu o populație de 46 de locuitori.